# 恵那神社
恵那神社（えなじんじゃ）は、岐阜県中津川市に鎮座する神社。

## 祭神

### 主祭神
- 伊弉諾命
- 伊弉册命

### 配祀
- 神明神社 天照大神・豊受姫大神
- 葛城神社 一言主大神
- 富士神社 木花咲開姫大神
- 熊野神社 速玉男命
- 劔神社 天目一箇命
- 一宮神社 猿田彦大神

## 歴史
創建時期は不明。恵那山は伊弉冉命が天照大神を生んだ際の胞衣（えな　へその緒のこと）を納めた地であり、かつては恵那山自体が御神体であったという。
やがて神仏習合により、恵那権現とも称されたという。
延喜式神名帳より後に作成された『美濃国神名帳』には恵奈郡七社があり、恵那山山頂の社を恵奈神社、中津川市川上(かおれ)の社を加上明神と記されている。
恵那山頂には、摂社として葛城神社（一言主命）、富士神社（木花咲開姫神）、熊野神社（速玉男命）、神明神社（天照大神・豊受大神）、劔神社（天目一箇命）、一宮神社（猿田彦神）が祀られている。
かつて麓の里宮のあたりには別当寺の宗泉寺もあって殿舎も多かったが、
天正2年（1574年）に武田勝頼から指令を受けた木曽義昌が阿寺城を攻略した際に、寺や殿舎が壊敗したと伝わる。
元々は恵那山山頂が本宮、麓が前宮であったが、元和6年（1620年）に前宮を新たに造営し直した際に、本宮が奥宮、前宮が本宮に変更された。
明治6年（1873年）に郷社、大正14年（1925年）に県社となった。
恵那山を中心とし、西に恵那神社、東に阿智神社が位置している。

### 例祭
- 毎年9月29日の本宮の例祭では恵那文楽が奉納される。恵那文楽は岐阜県無形民俗文化財に指定されている[2]。

### 恵那神社の夫婦杉
本宮の前にある夫婦杉が1966年（昭和41年）9月14日に、岐阜県の天然記念物に指定された。左側の夫杉が幹周り6.29 m・高さ47 m、右側の婦杉が幹周り5.48m・高さ46 m。推定樹齢が600年から800年で、樹勢は旺盛である。

### その他の文化財
岐阜県指定重要文化財
- 太刀 銘 貞綱[5]

### 所在地
- 岐阜県中津川市中津川字正ヶ根3786（本宮）

### 交通機関
- 中津川駅前バスターミナル（中央本線中津川駅）1番のりば北恵那交通川上線「恵那山ウェストン公園」行き、「恵那山ウェストン公園」バス停下車、徒歩約45分。

## 血洗神社
恵那神社より根の上高原に向かって南西方向に約3.2kmの位置に血洗神社がある。
祭神は、天照大神と大山祇神を合祀している。
元は伊弉冉命が天照大神を出産した後に、胞衣を洗い清めたとされる血洗池の傍らあった。
血洗池は深さが5m、面積が1haと伝わる大きな池であったと伝わるが、
宝永元年(1704年)に豪雨による山崩れで土砂が混入し、昭和初期には1坪程度の小池となり、いつしか池は消滅し、現在は血洗池跡の石碑が残っている。
昭和61年(1986年)、国道363号の道路改修の際に、社地の一部が道路の一部となったため、血洗池よりも、約260m北東の現在地に遷座した。
伊弉冉命は、出産後に岩に腰かけて休んだところ、気分が楽になったので「安気の里と名付けよと」言い給った。
後に、安気が安岐に変化し、明治になって阿木となった。